# Schweiz 5
Schweiz 5 è un'emittente televisiva generalista privata della Svizzera tedesca.

## Storia
U1 TV nacque il 1º marzo 2004 negli studi del vecchio canale privato TV3 a Zurigo. Il 1º dicembre 2008, la rete cambiò nome e formato divenendo Schweiz 5.

## Diffusione
Schweiz 5 è diffusa via cavo in tutta la Svizzera tedesca ed è in grado di raggiungere oltre 1,7 milioni di famiglie.